# Fontange

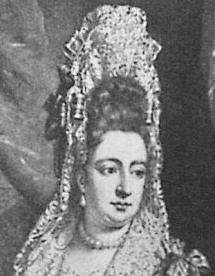
La reina María II de Inglaterra usando fontanges y una frelange, 1688.

Una fontange, o frelange, es un tocado alto popular a finales del siglo XVII y principios del XVIII en Europa. Técnicamente, las fontanges eran solamente una parte del conjunto, refiriéndose a los lazos de cinta que soportan la frelange. La frelange estaba soportada por un armazón de alambre llamado commode. Un ejemplo superviviente de un tocado de frelange con fontanges y commode in situ es el que llevaba la muñeca de moda de la década de 1690, «Lady Clapham». En Inglaterra, el estilo era popularmente conocido como top-knot, versiones del cual eran usadas por damas de todos los rangos, desde la reina hasta las sirvientas, haciéndolo un blanco fácil para la sátira y la crítica.
Se dice que la fontange se llama así por María Angélica de Scorailles, Duquesa de Fontanges, una amante del rey Luis XIV de Francia. Una versión de la historia es que después de perder su gorra mientras cazaba con el rey, la duquesa se ató el pelo con una cinta de una manera que le gustó, y esto fue imitado por las otras damas de la corte, extendiéndose posteriormente por toda Europa. Lo que comenzó como un simple tocado de cinta doblada en la década de 1680 se convirtió, con tela adicional, encajes y adornos, en algo más alto y complejo, cada vez más difícil de crear y llevar. A pesar de sus orígenes cortesanos, se prohibió el uso de fontanges en las ocasiones de estado francesas, aunque la corte inglesa las aceptó, y la reina María II de Inglaterra hizo pintar su retrato llevando uno puesto.
Algunos escritores también utilizan el término «fontange» para referirse al peinado asociado o a la combinación de tocado y peinado. La «coiffure de la fontange» era un peinado en el que la parte delantera del pelo se llevaba rizado y se apilaba en lo alto de la frente delante de la fontange, que siempre estaba más alta que el pelo. A veces el peinado se apoyaba en una estructura de alambre llamada empalizada.